# Bosque Viejo
En el Universo Imaginario de Tolkien y en la obra El Señor de los Anillos, se llama Bosque Viejo al bosque al este de La Comarca. En la Primera Edad del Sol el Bosque Viejo era muy extenso, cubría casi todo el territorio de Eriador pero en la Tercera Edad del Sol había quedado reducido a una pequeña zona, entre el río Brandivino y las Quebradas de los Túmulos. Era atravesado, de este a oeste por el río Tornasauce, que nacía en las Colinas en donde estaban ubicadas las Quebradas del Sur y desembocaba en el Brandivino, en el extremo sur occidental del Bosque, cerca del poblado conocido como Fin de la Cerca
Un bosque cerrado muy tupido en donde los senderos abiertos pronto se tapaban de malezas y de árboles que a los ojos de los viajeros parecían moverse; en algunos lugares la cerrazón de la floresta hacía el aire irrespirable.
En su interior se encontraban malévolos espíritus arbóreos que hacían peligroso el camino a los que intentaban cruzarlo;

"(...)en él vivían aún, envejeciendo tan lentamente como las colinas, los padres de los padres de los árboles, recordando la época en que eran señores. Los años innumerables les habían dado orgullo y sabiduría enraizada en la tierra y malicia..."
ESDLA. La Comunidad del Anillo. Libro I Cap 7, página 177 (editorial Minotauro, 2001)

## Claro de la Hoguera
En el Bosque Viejo y a pocas millas de la Cerca Alta existía un gran espacio circular rodeado de inmensos árboles conocido con el nombre de Claro de la Hoguera. 
No crecía allí ningún árbol; solo pastos duros y muchas plantas altas: gruesos abetos marchitos, perejil silvestre, maleza reseca , ortigas y cardos. 
Se llamaba así porque los hobbits de Los Gamos habían quemado una gran cantidad de árboles una vez que estos atacaron la Cerca Alta y trataron de destruirla para invadir los Gamos 
Frodo y sus compañeros lo cruzan en su viaje a Bree, encontrándose con el Viejo Hombre-Sauce, un malvado y viejo sauce que les tiende una trampa. Son salvados por Tom Bombadil, quien vivía al este del Bosque. Según Elrond, el Bosque Viejo, junto con el Bosque de Fangorn son todo lo que queda de una gran región boscosa que en los días antiguos habría abarcado gran parte de las tierras del Oeste.
- Datos: Q932923